# Gundleton
Gundleton is een plaats en civil parish in het bestuurlijke gebied Winchester, in het Engelse graafschap Hampshire met 153 inwoners.